# Gruppo di Mathieu
In matematica, i gruppi di Mathieu sono 5 gruppi finiti semplici scoperti nel 1860 e nel 1873 dal matematico francese Émile Mathieu. Questi gruppi vengono denotati con Mn, dove n può assumere i valori 11, 12, 22, 23 e 24. In genere essi vengono considerati come gruppi di permutazioni di n punti. Essi sono stati i primi gruppi sporadici ad essere individuati.

## Gruppi molteplicemente transitivi
I gruppi di Mathieu costituiscono esempi di gruppi molteplicemente transitivi. Per un numero intero positivo k, un gruppo di permutazioni G agente su n punti si dice k-transitivo se per ogni coppia di insiemi di k punti {a1, ... ak} e {b1, ... bk} (con tutti gli ai mutuamente distinti e tutti i bi mutuamente distinti), nel gruppo G si trova un elemento g che per ogni i = 1 , ..., k porta ai in bi.
I gruppi M24 ed M12 sono 5-transitivi, i gruppi M23 e M11 sono 4-transitivi ed M22 è 3-transitivo.
Dalla classificazione dei gruppi finiti semplici segue che gli unici gruppi k-transitivi per k maggiore o uguale a 4 sono i gruppi simmetrici e i gruppi alternanti (aventi gradi k e k-2 rispettivamente) e i gruppi di Mathieu M24, M23, M12 ed M11.

## Ordini
| Gruppo | Ordine      | Fattorizzazione dell'ordine |
| ------ | ----------- | --------------------------- |
| M11    | 7 920       | 24.32.5.11                  |
| M12    | 95 040      | 26.33.5.11                  |
| M22    | 443 520     | 27.32.5.7.11                |
| M23    | 10 200 960  | 27.32.5.7.11.23             |
| M24    | 244 823 040 | 210.33.5.7.11.23            |

## Due realizzazioni dei gruppi di Mathieu

### Gruppo degli automorfismi dei sistemi di Steiner
A meno di una relazione di equivalenza, esiste un unico sistema di Steiner S(5,8,24). Il gruppo M24 è il gruppo degli automorfismi di tale sistema; in altre parole esso è l'insieme delle permutazioni che portano ogni blocco in qualche altro blocco. M23 ed M22 sono definiti come i sottogruppi di M24 che sono rispettivamente stabilizzatore di un singolo punto e stabilizzatore di due punti.
Similmente esiste, a meno di un'equivalenza, un solo sistema di Steiner S(5,6,12) e il gruppo M12 è il suo gruppo degli automorfismi; M11 è il suo sottogruppo stabilizzatore di un punto.

### Gruppo degli automorfismi del codice binario di Golay
Il gruppo M24 si può anche realizzare come gruppo degli automorfismi del codice binario di Golay W. Ricordiamo che questo codice è un insieme di 1024 sequenze binarie (parole-codice) collocate nello spazio V=F224 delle sequenze di 24 bits. M24 può vedersi come il gruppo delle permutazioni delle coordinate di V che trasforma W in sé stesso. Possiamo anche riguardare M24 come l'intersezione di S24 con lo stabilizzatore Stab(W) nel gruppo degli automorfismi Aut(V). 
I sottogruppi semplici M23, M22, M12 ed M11 si possono definire rispettivamente come gli stabilizzatori in S24 rispettivamente di una singola coordinata, di una coppia ordinata di coordinate, di un sottoinsieme di 12 elementi dell'insieme delle coordinate corrispondente ad una parola-codice, di una parola codice di 12 elementi insieme ad una singola coordinata.